# Meherpur (stad)
Meherpur is een stad in Bangladesh. De stad is de hoofdstad van het district Meherpur. De stad telt ongeveer 35.000 inwoners.